# Elon (Karolina Północna)
Elon – miasto w Stanach Zjednoczonych, w stanie Karolina Północna, w hrabstwie Alamance.